# محمد الزواوي (لاعب كرة قدم)
محمد الزواوي لاعب كرة قدم تونسي سابق بالترجي الرياضي التونسي، وهو أحد مؤسسَيْ هذا الفريق إلى جانب الهادي القلال.

## حياته
ولد محمد الزواوي عام 1896 بدمشق (سوريا)، من عائلة ذات أصل جزائري. جاء إلى تونس في سن مبكرة والتحق بالمدرسة القرآنية. منعه أبوه من دراسة الفرنسية، لغة المستعمر. تابع عام 1913 دروسا لتعليم الكبار بالحلفاوين، ثم التحق عام 1916 بالمدرسة الزيتونية.
عند تأسيس الترجي الرياضي، قطع تعليمه للاعتناء بحاجيات عائلته، فعمل لدى أحد الإسكافيين بسوق البلاغجية، ثم مر بعدة مهن قبل الإشراف على مشروع لبيع الثمار والفواكه مع شريكه وذلك إلى حد سن التقاعد...
لعب في الترجي لمدة 12 سنة في مركز ظهير أيمن... توفي يوم 31 مارس 1978، أي في نفس السنة التي توفي فيها رفيق دربه الهادي القلال.